# أبو بكر محمد المحتاجي
أبو بكر محمد المحتاجي (توفي عام 941) كان أول حاكم محتاجي لصغنيان (حتى عام 939) وحاكم خراسان السامانية (933 – 939). هو ابن المظفر بن محتاج.

## الأصول
أصل آل محتاج غير معروف. وقد أطلق المؤرخون المعاصرون هذا الاسم على سلفهم المفترض محتاج. ربما كانوا ينحدرون من إمارة صغنيان، الذين حكموا صغنيان خلال العصور الوسطى المبكرة. وهناك احتمال آخر وهو أن أسلافهم كانوا من العرب الذين هاجروا إلى المنطقة وأصبحوا إيرانيين. على أية حال، بحلول أوائل القرن العاشر، أصبحت صغنيان تابعًا للسامانيين في بخارى.

## السيرة
أبو بكر محمد هو أول حاكم موثق بالكامل في المصادر. في عهد السامانيين كان حاكمًا لفرغانة. عندما طُرد الأمير الساماني نصر الثاني من السلطة مؤقتًا على يد إخوته في عام 929 م، ظل محمد مخلصًا له. ونتيجة لذلك، عندما تمكن نصر من استعادة السلطة، كافأ محمدًا بولاية بلخ، ثم في عام 933 جعله واليًا على خراسان. خلال فترة حكمه كحاكم لخراسان، خاض محمد معارك مع العديد من فرق الديلميين في شمال إيران. وفي عام 939م مرض فخلفه في منصبه ابنه أبو علي جغاني. توفي أبو بكر محمد سنة 941م.